# سلوقس الخامس
سلوقس الخامس الملك السلوقي والابن الأكبر لديمتيريوس الثاني (الفاتح) وكليوباترا ثيا، كانت امه وصية على العرش
و شاركته في الحكم وحكم من (126 ق.م - 125 ق.م).
اُغتيل ديمتيريوس الثاني على يد زوجته كليوباترا ثيا، والتي دبرت قتل ابنها الأكبر سلوقس الخامس وقد ذُكر حافزين لذلك : الأول هو مطالبته
بالحكم من دون رغبتها، والثاني هو خوفها من السعي للانتقام على مقتل والده.